# Юнгганс, София
София Юнгганс или Юнгханс (в замужестве — Шульман) (нем. Sophie Junghans; 3 декабря 1845, Кассель, Германия — 16 декабря 1907, Хильдбургхаузен, Тюрингия) — немецкая писательница.

## Биография
Родилась в семье тайного советника курфюрста Гессенского. Получила прекрасное образование. Проживала много лет в Берлине, Англии, Италии. В 1877 году вышла замуж за профессора технического института в Риме Йозефа Шульмана. С 1878 года жила в Касселе.

## Творчество
Начинала литературную деятельность со стихов. Известность ей принесли первые исторические романы «Käthe, Geschichte eines modernen Mädchens» (Лейпциг, 1876) и «Haus Eckberg» (ib., 1878), где представлена замечательная картина нравов из времён Тридцатилетней войны. За этими романами последовали:
- «Orsanna und andere Erzählungen» (1880),
- «Die Erbin wider Willen» (1881),
- «Die Schwiegertochter» (1882),
- «Hella Jasmund und andre Erzählungen» (1883),
- «Neue Novellen» (1883),
- «Die Gäste der Madame Santines» (1884),
- «Helldunkel» (1885),
- «Die Amerikanerin» (1886)
- «Der Bergrat»,
- «Ein Rätsel»,
- «Eine Versuchung»,
- «Gehen oder bleiben» и др.